# Гашинский, Константин
Константин Гашинский (пол. Konstanty Gaszyński; 10 марта 1809[…], Mała Wieś, Мазовецкое воеводство — 8 октября 1866[…], Экс-ан-Прованс) — польский поэт, прозаик, публицист, редактор и переводчик, друг Зыгмунта Красинского, печатавшего свои первые произведения под его именем. Кавалер Virtuti militari (польский орден, вручаемый за выдающиеся боевые заслуги).

## Биография
Константин Гашинский родился 10 марта 1809 года в польском городке Констанцин-Езёрна; происходил из бедной дворянской семьи: сын Антония Гашинского и его жены Терезы (урожденной Млынарски). По окончании Варшавского лицея продолжил образование в Варшавском королевском университете, где подружился с Зыгмунтом Красинским.
На литературном поприще К. Гашинский дебютировал в 1827 году с сатирической поэмой в шести песнях.
Участвовал в Ноябрьском восстании 1830 года; служил в литовском корпусе Антония Гелгуда; в этот период написал множество небольших революционных стихотворений, имевших огромный успех среди поляков.
После подавления мятежа, опасаясь репрессий со стороны властей, Гашинский сначала эмигрировал в Бельгию, а затем переехал во Францию, где в 1833 году поселился в Экс-ан-Провансе; на родину он уже так и не вернулся. Там он много писал в местных газетах, знакомя французов с жизнью, бытом и историей поляков.
Кроме того Константин Гашинский переводил французские и немецкие стихи, а также сербские народные эпосы на польский язык; в свою очередь польскую литературу он переводил на французский язык.
Гашинский сотрудничал с французскими изданиями: «La Gazette du Midi» и «Le Mémorial d'Aix», где был главным редактором.
Сборник его поэтических произведений под названием «Poezje» впервые вышел в Париже в 1856 году.
Константин Гашинский умер 8 октября 1866 года в городе Экс-ан-Прованс.
Его заслуги перед отечеством были отмечены орденом Virtuti militari.